# Чепелівська сільська рада (Красилівський район)
Чепелі́вська сільська́ ра́да — адміністративно-територіальна одиниця та орган місцевого самоврядування у Красилівському районі Хмельницької області. Адміністративний центр — село Чепелівка.

## Загальні відомості
- Населення ради: 1 061 особа (станом на 2001 рік)

## Населені пункти
Сільській раді підпорядковані населені пункти:
- с. Чепелівка

## Склад ради
Рада складається з 16 депутатів та голови.
- Голова ради: Шемчук Василь Михайлович
- Секретар ради: Васильчук Марія Іванівна

### Керівний склад попередніх скликань
| Прізвище, ім'я, по батькові | Основні відомості                                                 | Дата обрання | Дата звільнення |
| --------------------------- | ----------------------------------------------------------------- | ------------ | --------------- |
| Жуковська Наталія Іванівна  | Сільський голова, 1964 року народження, член Народної партії      | 26.03.20006  | 31.10.2010      |
| Шемчук Василь Михайлович    | Сільський голова, 1972 року народження, освіта вища, безпартійний | 31.10.2010   |                 |

Примітка: таблиця складена за даними сайту Верховної Ради України

### Депутати
За результатами місцевих виборів 2010 року депутатами ради стали:

#### За суб'єктами висування
| Суб'єкт висування | Кількість обраних депутатів | %    |
| ----------------- | --------------------------- | ---- |
| Самовисування     | 8                           | 50   |
| Партія регіонів   | 7                           | 43,8 |
| Народна партія    | 1                           | 6,3  |

#### За округами
| № округу        | Прізвище, ім'я, по батькові        | Дата визнання обраним | Освіта             | Партійна приналежність | Відомості про обраного депутата                         |
| --------------- | ---------------------------------- | --------------------- | ------------------ | ---------------------- | ------------------------------------------------------- |
| Народна Партія  |                                    |                       |                    |                        |                                                         |
| 8               | Буя Ніна Федорівна                 | 04.11.2010            | вища               | член Народної партії   | Красилів Хлібзавод, робітник                            |
| Партія регіонів |                                    |                       |                    |                        |                                                         |
| 1               | Жолкевська Тетяна Миколаївна       | 04.11.2010            | вища               | позапартійна           | тимчасово не працює                                     |
| 2               | Жуковський Олександр Федорович     | 04.11.2010            | середня спеціальна | позапартійний          | СТОВ «Агросвіт», інженер                                |
| 4               | Федорчук Володимир Ігорович        | 04.11.2010            | вища               | позапартійний          | Чепелівська загальноосвітня школа, директор             |
| 5               | Гончарук Валентина Петрівна        | 04.11.2010            | середня            | позапартійна           | Чепелівська сільська рада, техпрацівник                 |
| 7               | Васильчик Петро Миколайович        | 04.11.2010            | середня            | позапартійний          | СТОВ «Агро світ», завсклад                              |
| 9               | Васильчик Марія Іванівна           | 04.11.2010            | середня            | позапартійна           | Чепелівська сільська рада, секретар сільської ради      |
| 15              | Лящук Галина Михайлівна            | 04.11.2010            | середня спеціальна | позапартійна           | Чепелівський фельдшерсько-акушерський пункт, заввідувач |
| Самовисування   |                                    |                       |                    |                        |                                                         |
| 3               | Кравчук Валентина Федорівна        | 04.11.2010            | середня спеціальна | позапартійна           | приватний підприємець                                   |
| 6               | Гончарук Лариса Миколаївна         | 04.11.2010            | вища               | позапартійна           | Чепелівська загальноосвітня школа, вчитель              |
| 10              | Нікітюк Михайло Михайлович         | 04.11.2010            | середня            | позапартійний          | тимчасово не працює                                     |
| 11              | Василенко Михайло Станіславович    | 04.11.2010            | середня спеціальна | позапартійний          | ТОВ «Агропром- 2008», інженер                           |
| 12              | Маначин Микола Миколайович         | 04.11.2010            | середня спеціальна | позапартійний          | приватний підприємець                                   |
| 13              | Осипенко Михайло Іванович          | 04.11.2010            | середня спеціальна | позапартійний          | тимчасово не працює                                     |
| 14              | Гарніцький Володимир Станіславович | 04.11.2010            | середня            | позапартійний          | приватний підприємець                                   |
| 16              | Дощук Сергій Сергійович            | 04.11.2010            | середня            | позапартійний          | Чепелівка ГРС, оператор                                 |